# Huggle
Huggle är en by i Östervåla socken Heby kommun i Uppsala län belägen strax öster om Östervåla.
Bynamnet Huggle kommer av det fornsvenska ordet 'hughal' som betyder kulle. Byn ligger på en kulle invid Åbyån. Namnet är forntida i sin karaktär, kan också vara medeltida. Byn saknar järnåldersgravar, och saknas i markgäldsförteckningen 1312, så det troliga är att byn tillkommit först under senmedeltiden. 
Som kuriosum kan dock nämnas att en bronssked från 1400-1500-tal påträffades vid brunnsgrävning i byn (RAÄ 22, Östervåla).
Byn omtalas första gången 1454, då kyrkoherden i Östervåla anklagade bönder från en rad byar, däribland i Huggle för att ha slagit hö på en äng tillhörig honom. Byn omtalas på nytt 1492 och 1517 då fastemän från byn förekommer i köpehandlingar. 1541 fanns två mantal skatte om vardera 3 öres och 2 1/2 örtugsland i Huggle. 1658 upptas i mantalslängden 4 gårdar i Hugle.
Byn hade sina fäbodar vid Pitevallen sydväst om Ingsjön tillsammans med Borgen. Senare ingick man med flera andra byar i Storvallen strax öster om Toften.
Bland bebyggelser på ägorna märks Bergviken, uppfört i slutet av 1800-talet. Färdigwreten uppfördes på 1860-talet som soldattorp för roten 328 vid Västmanlands regemente, där soldaten hette Färdig. Fastigheten avstyckades från Huggle 1905. Holmen är ett torp uppfört första gången på 1600-talet. Torpet Ängsholmen uppfördes på 1890-talet.